# Alcmond de Derby
Pour les articles homonymes, voir Saint Alcmond.
Alcmond de Derby ou de Lilleshall, également écrit Alcmund, Ealhmund, Alhmund, Alkmund ou Alchmund († vers 800), est un prince de Northumbrie vénéré comme saint.

## Biographie
Fils cadet du roi Alhred, il est maintenu plus de vingt ans en exil chez les Pictes par les luttes dynastiques de Northumbrie, avant d'y revenir à la tête d’une armée. Il est tué vers 800, dans des circonstances demeurées obscures mais dont le roi Eardwulf est tenu pour responsable. Sa mort est considérée comme un martyre et lui-même comme un saint.
Alcmond est d’abord inhumé à Lilleshall, dans le Shropshire, où des miracles sont rapportés sur sa tombe. À la suite de raids danois, son corps est transporté à Derby, où  un sanctuaire lui est dédié.

## Postérité
Lors de la démolition de l'église St-Alkmund, au XXe siècle, plusieurs églises plus anciennes sont retrouvées, remontant jusqu'au IXe siècle. Parmi les objets découverts alors figure un sarcophage de pierre, considéré comme celui du saint et exposé au Derby Museum and Art Gallery.
Saint Alcmond est fêté le 19 mars.